# Magdalis rufa
Magdalis rufa is een keversoort uit de familie van de snuitkevers (Curculionidae).

## Taxonomie
Deze soort werd voor het eerst wetenschappelijk beschreven in 1824 door Ernst Friedrich German.

## Beschrijving
Volwassen exemplaren hebben een lichaamslengte van 3,2 tot 4,6 mm. De kleur van de bovenkant van het hoofd, de antennes, het halsschild, de dekveren en de poten is gelijkmatig bruinrood, terwijl de bovenkant van de snuit, het schild en de onderkant van het lichaam donker zijn. De conische kop heeft een veel langere, gebogen, enigszins cilindrische snuit die iets naar boven toe is verlengd. Het pronotum is alleen in het voorste deel versmald en in het achterste deel is het ruitvormig of vanaf de basis anterieur versmald en daarom kegelvormig. Het heeft een dicht gestippeld oppervlak. De achterste hoeken van het pronotum zijn niet naar buiten gebogen. Het schild is vrij groot, naar beneden gekanteld in het voorste deel, liggend ter hoogte van de oogleden in het achterste deel. De dekschilden zijn langwerpig, iets breder aan de basis dan het pronotum en duidelijk verbreed naar boven toe. De rijen zijn niet verzonken en voorzien van langwerpige punten, terwijl de tussenrijen enkele rijen punten hebben met duidelijk kleinere afmetingen. De benen van het voorste paar ontmoeten elkaar op de heupen. De dijen van alle koppels hebben zeer fijne tanden.

## Levenswijze
Larven boren in afstervende takken. De larven zijn xylofaag en voeden zich met de twijgen van de grove den en de zwarte den. Volwassen insecten werden gevonden op dennen en jeneverbessen. De sluipwespen van deze soort zijn Doryctes striatellus en Spathius rubidus - wespen uit de Martyraceae-familie .